# Комсомольськ
Комсомольськ (рос. Комсомольск) — місто в Росії, адміністративний центр Комсомольського району Івановської області. Статус міста з 1950 року.
Населення 9,4 тис. мешканців (2005).
Місто розташоване на ріці Ухтохма (притока Уводі), за 34 км від Іванова.
Населений пункт був заснований в 1931 як селище торфорозробників для Івановської ДРЕС.
| Росія | Це незавершена стаття з географії Росії. Ви можете допомогти проєкту, виправивши або дописавши її. |